# Euryspongia rosea
Euryspongia rosea är en svampdjursart som beskrevs av de Laubenfels 1936. Euryspongia rosea ingår i släktet Euryspongia och familjen Dysideidae. Inga underarter finns listade i Catalogue of Life.